# Episodi de La legge di Burke (serie televisiva 1963) (prima stagione)
La prima stagione della serie televisiva La legge di Burke (Burke's Law) è andata in onda negli Stati Uniti dal 20 settembre 1963 all'8 maggio 1964 sulla ABC.
| nº | Titolo originale                                         | Prima TV USA      | Titolo italiano | Prima TV Italia |
| -- | -------------------------------------------------------- | ----------------- | --------------- | --------------- |
| 1  | Who Killed Holly Howard?                                 | 20 settembre 1963 |                 |                 |
| 2  | Who Killed Mr. X?                                        | 27 settembre 1963 |                 |                 |
| 3  | Who Killed Cable Roberts?                                | 4 ottobre 1963    |                 |                 |
| 4  | Who Killed Harris Crown?                                 | 11 ottobre 1963   |                 |                 |
| 5  | Who Killed Julian Buck?                                  | 18 ottobre 1963   |                 |                 |
| 6  | Who Killed Alex Debbs?                                   | 25 ottobre 1963   |                 |                 |
| 7  | Who Killed Sweet Betsy?                                  | 1º novembre 1963  |                 |                 |
| 8  | Who Killed Billy Jo?                                     | 8 novembre 1963   |                 |                 |
| 9  | Who Killed Wade Walker?                                  | 15 novembre 1963  |                 |                 |
| 10 | Who Killed the Kind Doctor?                              | 29 novembre 1963  |                 |                 |
| 11 | Who Killed Purity Mather?                                | 6 dicembre 1963   |                 |                 |
| 12 | Who Killed Cynthia Royal?                                | 13 dicembre 1963  |                 |                 |
| 13 | Who Killed Eleanora Davis?                               | 20 dicembre 1963  |                 |                 |
| 14 | Who Killed Beau Sparrow?                                 | 27 dicembre 1963  |                 |                 |
| 15 | Who Killed Jason Shaw?                                   | 3 gennaio 1964    |                 |                 |
| 16 | Who Killed Snookie Martinelli?                           | 10 gennaio 1964   |                 |                 |
| 17 | Who Killed What's His Name?                              | 17 gennaio 1964   |                 |                 |
| 18 | Who Killed Madison Cooper?                               | 24 gennaio 1964   |                 |                 |
| 19 | Who Killed April?                                        | 31 gennaio 1964   |                 |                 |
| 20 | Who Killed Carrie Cornell?                               | 14 febbraio 1964  |                 |                 |
| 21 | Who Killed His Royal Highness?                           | 21 febbraio 1964  |                 |                 |
| 22 | Who Killed Marty Kelso?                                  | 28 febbraio 1964  |                 |                 |
| 23 | Who Killed Avery Lord?                                   | 6 marzo 1964      |                 |                 |
| 24 | Who Killed Andy Zygunt?                                  | 13 marzo 1964     |                 |                 |
| 25 | Who Killed the Paper Dragon?                             | 20 marzo 1964     |                 |                 |
| 26 | Who Killed Molly?                                        | 27 marzo 1964     |                 |                 |
| 27 | Who Killed Who IV?                                       | 3 aprile 1964     |                 |                 |
| 28 | Who Killed Annie Foran?                                  | 10 aprile 1964    |                 |                 |
| 29 | Who Killed My Girl?                                      | 17 aprile 1964    |                 |                 |
| 30 | Who Killed the Eleventh Best Dressed Woman in the World? | 24 aprile 1964    |                 |                 |
| 31 | Who Killed Don Pablo?                                    | 1º maggio 1964    |                 |                 |
| 32 | Who Killed 1/2 of Glory Lee                              | 8 maggio 1964     |                 |                 |

## Who Killed Holly Howard?
- Prima televisiva: 20 settembre 1963

### Trama
- Guest star: Will Rogers Jr. (Vaughn Moore), Zasu Pitts (Mrs. Bowie), John Zaremba (tenente Charlie Johnson), Buddy Lewis (Construction Worker), Elizabeth Allen (Sophia), Michael Fox (M. E. George McLeod), Eileen O'Neill (sergente Gloria Ames), William Bendix (Fred Hopke), Bruce Cabot (Thomas Mathewson), Rod Cameron (Harry Joe Murdock), Fred Clark ("Mac" McNulty), Jay C. Flippen (Bill), Cedric Hardwicke (John Busch), Stephen McNally (Ed Nickerson), Barry Kelley (tenente Joe Nolan), Kathy Kersh (Candy), Suzy Parker (Bridget Jenkins), Lori Saunders (sergente Ames)

## Who Killed Mr. X?
- Prima televisiva: 27 settembre 1963
- Diretto da: Don Weis

### Trama
- Guest star: Fred Barry (ragazzino), Mel Blanc (Edward the Mynah Bird), Mimi Dillard (Gregory), Allyson Ames (Blonde), Soupy Sales (Henry Geller), Michael Fox (M. E. George McLeod), Eileen O'Neill (segretario/a di Sgt. Gloria Ames), Jim Backus (Harold Mason), Barrie Chase (Alison Grahame), Ann Harding (Annabelle Rogers), Dina Merrill (Barrie Coleman), Elizabeth Montgomery (Stacey Evans), Charlie Ruggles (Mr. Gregory), Harvey Grant (Attorney), Cecil Smith (Attorney), Vernon Scott (Attorney), Daniel Jenkins (Attorney), Bobby Johnson (Mason's Butler)

## Who Killed Cable Roberts?
- Prima televisiva: 4 ottobre 1963
- Diretto da: Jeffrey Hayden
- Scritto da: Gwen Bagni, Paul Dubov

### Trama
- Guest star: Chill Wills (Harry Riggs), Lizabeth Scott (Mona Roberts), Karen Flynn (Jenny Riggs), Charlene Holt (Christy), Michael Fox (M. E. George McLeod), Eileen O'Neill (sergente Gloria Ames), Alvy Moore (Herbert the chauffeur), Mary Astor (Florence Roberts), Zsa Zsa Gábor (Anna the maid), Paul Lynde (Arthur Clark), John Saxon (Bud Charney), June Kim (Girl on Beach)

## Who Killed Harris Crown?
- Prima televisiva: 11 ottobre 1963
- Diretto da: Don Weis
- Scritto da: John Meredyth Lucas

### Trama
- Guest star: David Renard (David), Sandra Donat (Maggie), Joe Corey (Danny), Eric Feldary (Prince Thanda), Charles Lane (dottor Lusk), Michael Fox (M. E. George McLeod), Lola Albright (Shirley Mills), Eileen O'Neill (segretario/a di Sgt. Gloria Ames), Joan Blondell (Ethel Kronkeit), Barbara Eden (Marni Lee), Eva Gabor (Lily Bentley), Gene Nelson (Rick Mason), Juliet Prowse (Angel Crown), Don Rickles (Lou Kronkeit), Ruth Roman (Elinor Albrick), Jackie Loughery (ragazza), Than Wyenn (Harris Crown), Susan Flannery (Lily)

## Who Killed Julian Buck?
- Prima televisiva: 18 ottobre 1963

### Trama
- Guest star: Barbara Pepper (Cleaning Lady), Dee J. Thompson (infermiera Helen), Joe Scott (Drive-In Attendant), Marissa Mathes (Barbara), Michael Fox (M. E. George McLeod), Eileen O'Neill (sergente Gloria Ames), Ed Begley (James Littlefield), Karlheinz Böhm (Thomas Marton), Corinne Calvet (Francesca Bel Ami), Rita Moreno (Margaret Cowls), Terry-Thomas (Charlie Hill), Keenan Wynn (Kid Corey), Rebecca Welles (Susan Rivers), Aaron Spelling (Harry Penn)

## Who Killed Alex Debbs?
- Prima televisiva: 25 ottobre 1963

### Trama
- Guest star: Jan Sterling (Devora Cato), Suzy Parker (Angela Pattison), Sharyn Hillyer (Deb), Dolores Wells (Dream Girl), Michael Fox (M. E. George McLeod), Don Gazzaniga (poliziotto), Eileen O'Neill (sergente Gloria Ames), Arlene Dahl (principessa Diana Morgan von Kortzoff), Sammy Davis, Jr. (Cordwainer Bird), Diana Dors (Maxine Borman), John Ireland (Orrin Lashwell), Burgess Meredith (Sidney Wilde), Laura Lynn Hale (Deb)

## Who Killed Sweet Betsy?
- Prima televisiva: 1º novembre 1963
- Diretto da: Hy Averback
- Scritto da: Edith R. Sommer

### Trama
- Guest star: Jennifer Gillespie (bambina), Patricia Olson (Girl Art Student), Janet Clark (Little Old Lady), Mimi Dillard (infermiera), Eileen O'Neill (sergente Gloria Ames), Richard Carlson (Nels Manning), Gladys Cooper (Harriet Richards), John Ericson (Gil Harris), Carolyn Jones (Betsy Richards & Jane Richards & Meredith Richards & Olivia Manning), Michael Wilding (dottor Alan Steiner), Stacy Harris (dottore), Harold Fong (Mr. Nishikawa), Stuart Margolin (Gallery Attendant)

## Who Killed Billy Jo?
- Prima televisiva: 8 novembre 1963

### Trama
- Guest star: Ken Berry (Clyde), Marlyn Mason (Julie), Valora Noland (Vickie), Buddy Garion (Harve), Eileen O'Neill (sergente Gloria Ames), Nick Adams (Charlie Vaughn), Cesar Romero (Marcus DeGrute), Laraine Day (Lisa Cole), Howard Duff (Lou Cole), Phil Harris (Rip Farley), Tina Louise (Bonnie Belle Tate), Ida Lupino (Lynn Dexter), Elaine Stewart (Felicia), Tom Tully (Jethro Tate), David Niven (Harvey Cleeve), Kelly Gordon (Billy Jo Tate), Larry Anthony (poliziotto)

## Who Killed Wade Walker?
- Prima televisiva: 15 novembre 1963
- Diretto da: Stanley Z. Cherry
- Scritto da: Robert O'Brien

### Trama
- Guest star: Anne Francis (Suzanne Foster), Jay C. Flippen (Bill), Nancy Sinatra (Jill Stacy), Frankie Laine (Kelly Rogers), Michael Fox (M. E. George McLeod), Eileen O'Neill (sergente Gloria Ames), Martha Hyer (Jerri Vaughn), David Whorf (Intern), Jess Kirkpatrick (Cathcart), Harry Lauter (dottor Kalmus), Joan Staley (Laura), Rhonda Fleming (Cathy Summit), Dana Wynter (Iris Marlowe)

## Who Killed the Kind Doctor?
- Prima televisiva: 29 novembre 1963
- Diretto da: Don Taylor
- Scritto da: Edith R. Sommer

### Trama
- Guest star: Sharyn Hillyer (Chorus Girl), Elaine Devry (Peggy), Sonia Sonic (Chorus Girl), George Sawaya (ufficiale), Eileen O'Neill (sergente Gloria Ames), Don Gazzaniga (ufficiale Jerry), Jonathan Hole (Airlines Official), Joan Caulfield (Betty Techman), Annette Funicello (Dorrie Marsh), Celeste Holm (Helen Forsythe), James MacArthur (Larry Forsythe), Dewey Martin (Dominic Farrow), Sheree North (Myrtle "Gigi" String), Susan Oliver (Janet Fielding), Philip Reed (dottor Eric Techman), Jakie Deslonde (ufficiale Jim)

## Who Killed Purity Mather?
- Prima televisiva: 6 dicembre 1963
- Diretto da: Walter Grauman
- Scritto da: Harlan Ellison

### Trama
- Guest star: Nancy Kovack (Girl Girl), Gloria Swanson (Venus Hekate Walsh), Richard Reeves (Gorgo the chauffeur), Bill Erwin (Fire Marshall), Mary Ann Mobley (Sugar), Eileen O'Neill (sergente Gloria Ames), Telly Savalas ("Fakir" George O'Shea), Charlie Ruggles (I. A. Bugg), Wally Cox (Count Carlo Szipesti), Janet Blair (Rina Jacobs), Enid Jaynes (Witch Woman)

## Who Killed Cynthia Royal?
- Prima televisiva: 13 dicembre 1963
- Diretto da: Charles Haas
- Scritto da: Day Keene, Jameson Brewer

### Trama
- Guest star: Marilyn Maxwell (Eudora Carey), Una Merkel (Miss Samantha Cartier), Macdonald Carey (Ben Gardner), Stubby Kaye (Joey Carson), Eileen O'Neill (sergente Gloria Ames), Leigh Chapman (Ad Lib Girl), Beverlee Reid (Ad Lib Girl), Jack Reitzen (lavoratore), Christine Williams (Chorus Girl), Peter Leeds (tenente Martin), Erika Peters (Sweet Young Thing), Kathleen Nolan (Maura), Frankie Avalon (Max)

## Who Killed Eleanora Davis?
- Prima televisiva: 20 dicembre 1963

### Trama
- Guest star: Tommy Leap (Kid Visitor), Don Carter (Scout Cunningham), Carol Merrill (Model), Margaret Mason (Model), Debra Paget (Juliet), Nick Adams (Harold Ormsby), Eileen O'Neill (sergente Gloria Ames), Jane Darwell (Mrs. Leah Mulligan), Edward Everett Horton (Grover Leander Smith), Arthur Hunnicutt (professore Llewellen Kingston), Dean Jones (Rudolph "Rudy" Davis), Elsa Lanchester (Mrs. Ormsby), Terry Moore (Sarah Kingston), Buddy Lewis (Vendor), Bobby Buntrock (Scout Hendricks), Carolyn Williamson (Model)

## Who Killed Beau Sparrow?
- Prima televisiva: 27 dicembre 1963
- Diretto da: David Orrick McDearmon
- Scritto da: John Meredyth Lucas

### Trama
- Guest star: Celeste Yarnall (Marlena), Hedley Mattingly (Crenshaw the butler), Linda Kennon (Guiletta), Jerry Catron (Beau Sparrow), June Allyson (Jean Samson), Yvonne DeCarlo (contessa Barbara Erozzi), Eileen O'Neill (sergente Gloria Ames), Michael Fox (M. E. George McLeod), Jack Haley (Victor Haggerty), Agnes Moorehead (Liz Haggerty), Ken Murray (Charles P. Banner), Rosemarie Bowe (Ann Martin), Dan Tobin (dottor Eric McLean), Jacqueline D'Avril (Paula)

## Who Killed Jason Shaw?
- Prima televisiva: 3 gennaio 1964
- Diretto da: Stanley Z. Cherry
- Scritto da: Lewis Reed

### Trama
- Guest star: Burgess Meredith (Burton Reese), Keenan Wynn (Hamilton "Give 'em Away" Murphy), Richard Haydn (Julian Clarington), Oskar Homolka (Janyck Czybowski), Eileen O'Neill (sergente Gloria Ames), Francine York (Cleo Fitzgerald), June Kim (Housegirl), Larry Anthony (direttore artistico), Quinn O'Hara (Lois Gordon), Milton Parsons (Jameson the butler), Marlyn Mason (Marian Wagner), Joyce Jameson (Lucy Brewer), Tammy Grimes (Jill Marsh)

## Who Killed Snookie Martinelli?
- Prima televisiva: 10 gennaio 1964
- Diretto da: Robert Ellis Miller
- Scritto da: Gwen Bagni, Paul Dubov

### Trama
- Guest star: Arlene Dahl (Eva Martinelli), Broderick Crawford (Carlos Varga), Joe Scott (barista), Janice Rule (Seraphim Parks), Carl Reiner (Binky Fawcett), Cesar Romero (Louis Simone), Don Gazzaniga (poliziotto), Eileen O'Neill (sergente Gloria Ames), Hoagy Carmichael ("Jango" Jordan), Sandra Giles (Brunette Party Guest)

## Who Killed What's His Name?
- Prima televisiva: 17 gennaio 1964

### Trama
- Guest star: Elizabeth MacRae (Marcy), Spike Jones (Duke of Epsom), Roy Glenn (agente di polizia), Gena Rowlands (Paullette Shane), Elizabeth Allen (Miss Elizabeth Dunwoody), Eileen O'Neill (sergente Gloria Ames), Michael Fox (M. E. George McLeod), Jonathan Hole (Henry J. Newbold), James Blount (Igor), Harry Harvey (Security Guard Huggins), Paul Sorenson (Frank Willard), Wilton Graff (Victor S. Barrows), Lennie Weinrib (Cully), Edgar Bergen (George Smith), Dick Clark (Peter Barrows), Andy Devine (Charles Courtland), Reginald Gardiner (Mr. Piggott), Virginia Grey (Elaine Barrows), Hy Averback (Director)

## Who Killed Madison Cooper?
- Prima televisiva: 24 gennaio 1964
- Diretto da: Jeffrey Hayden
- Scritto da: Lewis Reed

### Trama
- Guest star: Louis Quinn (Delicatessen Owner), Byron Foulger (Howard), Stephen Chase (giudice), I. Stanford Jolley (Elliott's Stand-In), Eileen O'Neill (sergente Gloria Ames), Robert Bice (impiegato dell'hotel), David White (Madison Cooper), Kevin McCarthy (Elliott Dunning), Dorothy Lamour (Lovey Harrington), Carolyn Jones (Carole Durand), Marty Ingels (Wally), Terry-Thomas (Arthur Shelby), Jeanne Crain (Amy Booth), Lynette Bernay (ragazza)

## Who Killed April?
- Prima televisiva: 31 gennaio 1964
- Diretto da: Lewis Allen
- Scritto da: Albert Beich

### Trama
- Guest star: Irene Hervey (Mrs. Tilson), Mark Goddard (Richard Adams), Buddy Lewis (Wrecking Yard Worker), Jean Paul King (Team Doctor), Mako (Pete), Michael Fox (M. E. George McLeod), Martha Hyer (Clarissa Montgomery), Francine York (Liz), Eileen O'Neill (sergente Gloria Ames), Eddie Bracken ("Evil Eye" Hatton), Jack Carter ("Red" Dekker), Hans Conried (dottor Bing), Gloria Grahame (Helen Dekker), Danielle Aubry (Marie)

## Who Killed Carrie Cornell?
- Prima televisiva: 14 febbraio 1964
- Diretto da: Byron Paul
- Scritto da: Jay Dratler

### Trama
- Guest star: Jim Secrest (ufficiale Jennings), Diana Birk (Annabelle), Marie Tsien (Amiko), Bill Catching (Keeler the butler), Michael Fox (M. E. George McLeod), Eileen O'Neill (sergente Gloria Ames), Michael Ansara ("Big Bwana" Smith), Jim Backus ("Pork Pie" Hannigan), Fernando Lamas (El Greco), Diana Lynn (Marian Van Martin), William Shatner (Arthur Reynolds), Joanie Sommers (Pee Wee Wilson), Fred Barry (Robert), Percy Helton (Hudkins), Amzie Strickland (cadetto Leader), Lou Byrne (Woman Party Guest)

## Who Killed His Royal Highness?
- Prima televisiva: 21 febbraio 1964

### Trama
- Guest star: Margaret Mason (Amanda's Granddaughter), David Fresco (Flophouse Desk Clerk), Paul Dubov (Anatol Gregori), Alex Rodine (Russian Dancer), Eileen O'Neill (sergente Gloria Ames), Linda Darnell (Monica Crenshaw), Sheldon Leonard (Ronald "Touchy" Touchstone), Elizabeth Montgomery (Miss Gloria Pola Clara Smith), Bert Parks (Gus Leeps), Mickey Rooney (Archie Lido), Telly Savalas (Charlie Prince), Gale Storm (Honey Feather Leeps), Lurene Tuttle (Amanda), Bobby Johnson (Monica's Butler)

## Who Killed Marty Kelso?
- Prima televisiva: 28 febbraio 1964

### Trama
- Guest star: Jack Raine (Dunhill the butler), Henry Corden (Boris), Dana White (Merlin), Robert Kenneally (Carl), Eileen O'Neill (sergente Gloria Ames), Michael Fox (M. E. George McLeod), Mary Ann Mobley (Denise), Herschel Bernardi ("Kid" McCoy), John Ericson (Frank Jorek), Glynis Johns (Steffi Bernard), Diane McBain (Susan Shaw), Luciana Paluzzi (Mia Bandini), Don Taylor (George Hogarth), Marie Wilson (Chuchi Smith), Army Archerd (se stesso), Harvey Parry (Marty Kelso)

## Who Killed Avery Lord?
- Prima televisiva: 6 marzo 1964
- Diretto da: Richard Kinon
- Scritto da: Lewis Reed

### Trama
- Guest star: Whitney Chase (ragazza), Milton Parsons (Male Tenant), Maurine Dawson (ragazza), John Damler (Avery Lord), Eileen O'Neill (sergente Gloria Ames), Jeanne Rainer (Burke's date), Broderick Crawford (Hamilton Talbert), Felicia Farr (Whitney Kelly), Chill Wills (Stanton Custer), Ed Wynn (Zachary Belden), Linda Foster (Anne), Lewis Charles (George Merwin), Henry Hunter (French Head Waiter)

## Who Killed Andy Zygunt?
- Prima televisiva: 13 marzo 1964

### Trama
- Guest star: Margaret Mason (Dona), Kay Sutton (Emmeline), Jackie Joseph (Piggy), Beverly Adams (China), Jonathan Hole (Art Lecturer), Alvy Moore (Arnie), Michael Fox (M. E. George McLeod), Eileen O'Neill (sergente Gloria Ames), Ann Blyth (Deirdre Demara), Macdonald Carey (Burl Stanley Mason), Tab Hunter (Barney Blick), Aldo Ray (Mister Harold), Deborah Walley (Gwenny Trent), Jack Weston ("Uncle Silly" MacCree), Janet Clark (Matronly Art Lover), Sandra Warner (Mary)

## Who Killed the Paper Dragon?
- Prima televisiva: 20 marzo 1964
- Diretto da: Marc Daniels
- Scritto da: Jameson Brewer, Day Keene

### Trama
- Guest star: Kathy Kersh (Sweet Young Thing), Ann Tyrrell (Miss Ruth Potter), June Kim (Restaurant Hostess), Tura Satana (Peach Petal), Eileen O'Neill (sergente Gloria Ames), Don Gazzaniga (ufficiale di polizia), Howard Duff (Charlie January), Dan Duryea (Hop Sing Kelly), Barbara Eden (Sylvia Hanson), James Shigeta (Sen Yang), Ginny Tiu (Fragrant Lotus), Miyoshi Umeki (Lotus Bud), Johnny Silver (Gil the Bartender)

## Who Killed Molly?
- Prima televisiva: 27 marzo 1964
- Diretto da: Don Weis

### Trama
- Guest star: Carol Andreson (Stripper), Joyce Nizzari (Molly Baker), Rachel Romen (Georgia), Sharon Cintron (Stripper), Michael Fox (M. E. George McLeod), Eileen O'Neill (sergente Gloria Ames), Hoagy Carmichael (Carl Baker), Nanette Fabray (Mrs. Amanda Tribble), Jay C. Flippen (tenente "Sunshine" Gruber Burglary Division), Jayne Mansfield (Cleo Patrick), Arthur O'Connell (dottor Stuart Alexander), Marianna Hill (dottor Goddard), Juli Reding (Stripper), Irwin Charone (Mr. Hoffmeyer the undertaker), Larry J. Blake (Robert Taggart), Allyson Ames (Miss Halsey), Sandra Giles (Mrs. Kurtz), Sandra Wirth (Miss Huntly), Brenda Howard (cameriera)

## Who Killed Who IV?
- Prima televisiva: 3 aprile 1964
- Diretto da: Don Weis

### Trama
- Guest star: Patsy Kelly (Agatha Beauregard), Fess Parker (Herman Sitwell), Steve Cochran (St. John "Sinjin" Carlisle), Reginald Gardiner (Pepperill Twill), Lisa Seagram (Diana), Eileen O'Neill (sergente Gloria Ames), Lola Albright (Jennifer Carlisle), Howard Risner (Butler), Larry Anthony (Headwaiter), Johnny Silver (Groom), Annazette Williams (cameriera), Bill McLean (Groom), Nancy Kovack (Prudence Wrightly)

## Who Killed Annie Foran?
- Prima televisiva: 10 aprile 1964
- Diretto da: Lewis Allen
- Scritto da: Tony Barrett

### Trama
- Guest star: John Rayborn (agente di polizia), Rachel Romen (Frankie), Roger Til (Andre the Maitre d'), Gilchrist Stuart (Butler), Eileen O'Neill (sergente Gloria Ames), Don Ameche (Whitman Sanders), John Cassavetes (Eddie Dineen), Wendell Corey (Milo Morgan), Gena Rowlands (Mitzi Carlisle), Jackie Coogan (Bert Crowley), Sterling Holloway (Fisk), Dee Hartford (Cecelia), Byron Foulger (Mr. Beldon), Seymour Cassel (Artie the Parking Attendant), Sandra P. Grant (Valerie Van Dyke), Connie Ducharme (segretario/a di Mr. Beldon)

## Who Killed My Girl?
- Prima televisiva: 17 aprile 1964

### Trama
- Guest star: Don Taylor (Scubie Baker), Gene Raymond (Arthur Wade), Paul Rhone (Police Doctor), Barbara Michaels (Diana Mercer), Michael Fox (M. E. George McLeod), Eileen O'Neill (sergente Gloria Ames), Mabel Albertson (Adrianna Mercer), Richard Carlson (dottor Carol Smith), Jane Greer (Lonnie Smith), Stephen McNally (Frank Walsh), Ruta Lee (Laura Jean Cunard)

## Who Killed the Eleventh Best Dressed Woman in the World?
- Prima televisiva: 24 aprile 1964
- Diretto da: Don Weis
- Scritto da: Edith R. Sommer

### Trama
- Guest star: Gail Bonney (Woman Attendant), Peggy Rea (Sylvia Lewis), Emlen Davies (Sylvia), Charlotte Lawrence (Woman Attendant), Eileen O'Neill (amico/a di Sgt. Gloria Ames), Martha Hyer (Gloria Vickers), Lisa Seagram (Mila), Monica Keating (Woman Attendant), Don Gazzaniga (ufficiale Cassiday), Joanne Dru (Solange Kelly), Jeanne Crain (Polly Martin), Hazel Court (Constance Dexter), Susan Strasberg (Tawny Hastings), Josephine Hutchinson (Madeline Vickers), Lisa Barry (Adele), Sandra Gould (Mabel), Arline Anderson (Woman Attendant)

## Who Killed Don Pablo?
- Prima televisiva: 1º maggio 1964
- Diretto da: Richard Kinon
- Scritto da: Gwen Bagni, Paul Dubov

### Trama
- Guest star: Tita Marsell (Senorita), Ann Morell (Senorita), Jacqueline D'Avril (dona Ynez's maid Maria), Marissa Mathes (cameriera), Cesar Romero (Antonio Cardoza), John Cassavetes (Carlos de Vega), Cecil Kellaway (Brother Flaherty), Patricia Medina (Serena Diablo), Agnes Moorehead (Dona Ynez Ortega y Esteban), Forrest Tucker (Cyrus Smuts), Joan Staley (Traffic Cop), Irene Tedrow (bibliotecaria), Maurine Dawson (Smuts' secretary), Elvera Corona (ballerino/a)

## Who Killed 1/2 of Glory Lee
- Prima televisiva: 8 maggio 1964

### Trama
- Guest star: Myrna Ross (addetto all'ascensore), Paul Sorenson (Lead Cop in Raid), Patti Pennell (Model), Lester Dorr (Lovely's Butler), Michael Fox (M. E. George McLeod), Eileen O'Neill (sergente Gloria Ames), Robert Bice (Fergie), Joan Blondell (Candy Sturdevant), Nina Foch (Anjanette Delacroix), Anne Helm (Sable Delacroix), Betty Hutton (Carlene Glory), Buster Keaton (Mortimer Lovely), Gisele MacKenzie (Keekee Lee), Dawn Wells (Wendy), Cheerio Meredith (Mrs. Ophelia Machree), Jill Donohue (Sherri), Jean Carson (Eagle-Eye), Marianna Case (Barby), Eddie Quillan (addetto all'ascensore), Milton Parsons (Grippsholm), Ann Morell (ragazza)